# Adolf Willems
Adolf Willems of voluit Adolphus Seraphinus Willems (Dendermonde, 20 oktober 1866 - aldaar, 2 juni 1953), was een Vlaamse kunstschilder

## Biografie
Adolf was de zoon van een herbergier-winkelier, Isidoor Willems en van Frederika Dierck. Zijn vader was ook de man die in Dendermonde de gaslantaarns aanstak en doofde. Hij had een zus Caroline Willems.
Adolf kreeg zijn opleiding aan de  Koninklijke Academie voor Schone Kunsten in Dendermonde bij Isidore Meyers, Jacques Rosseels en Ferdinand Willaert. In 1890 behaalde hij de eerste prijs van de Academie Dendermonde.
Hij was gehuwd met Louise Scholliers die zes jaar jonger was dan hij en ze kregen samen negen kinderen. Hij vestigde zich als decoratieschilder, binnenhuisarchitect en restaurateur en hield die zaak open tot in 1935, toen zijn zoon Herman het bedrijf overnam. Hij was daarnaast leraar aan de vakschool te Lebbeke. Vanaf 1935 tot aan zijn overlijden leefde hij van de schilderkunst.

## Werken
Als onderwerp voor zijn schilderijen koos hij voor kerkinterieurs, stadsgezichten, begijnhoftaferelen, sporadisch Scheldegezichten, bloemstukken, kermis- en jaarmarkten. Hij hanteerde een realistische vormgeving met een luministische toets. Zijn werken zijn sereen en sfeervol. Hij werd soms omschreven als De dichter van de Dendermondse O.L. Vrouwkerk. Adolf schilderde ook fresco’s in de Theresianenkapel van Dendermonde en in het Sint-Blasiusgasthuis. Hij schilderde een kruisweg voor de kerk van de paters redemptoristen in Gent en een muurschildering in het O.L.V.-college te Oudenaarde.
Hij was lid van de Dendermondse School.

## Web links
- Frank Vereeken, Adolf Willems, afbeeldingen van zijn werk

- RKD-Nederlands Instituut voor Kunstgeschiedenis: 91952